# Печерна фауна
Пече́рна фа́уна, спелеофау́на (англ. cave fauna)
1) Сучасна П. ф. — сукупність тварин, що населяють печери. Для П. ф. характерні безхребетні (ракоподібні, комахи, павукоподібні, молюски, війчасті черви), з хребетних — деякі земноводні (наприклад, протей) і риби. Тварини П. ф. живляться в основному частками органічного детриту, розчиненою органічною речовиною, що адсорбована на глині, бактеріями (у тому числі хемо-синтезуючими) тощо. Деякі тварини (наприклад, кажани) використовують печери лише для сну, зимівлі тощо, а їжу знаходять поза печерами. Тварини П. ф. різко відрізняються від споріднених з ними наземних тварин. Вони мають спец. адаптації (втрата очей, депігментація, дуже низький рівень метаболізму). Наприклад, печерні риби ростуть дуже повільно, живуть довго і відкладають незначну кількість великих, багатих на жовток ікринок, що є адаптацією до нестачі їжі.
2) Викопна П. ф. — рештки організмів, захоронені в печерах, звичайно у відкладах, що вкривають їхнє дно (у суглинку, піску, іноді вапняку та ін.). До складу П. ф. входять не лише тварини, що в минулі часи населяли печери (наприклад, кажани, печерний ведмідь, печерний лев), а й рештки їхньої їжі та орг-ми, які потрапляли до печер випадково. Якщо місцезнаходження П. ф. пов'язане зі стоянкою первісної людини, то до її складу включають і рештки їжі первісної людини та предмети її побуту, зроблені з кісток. Викопна П. ф. є важливим джерелом інформації щодо еволюції тварин на найпізніших етапах історії Землі в антропогені. Численні місцезнаходження П. ф. відомі в Україні, зокрема в Криму, на Передкарпатті, на Чернігівщині, біля Одеси та в ін. місцях.
Один з засновників вітчизняної спелеоентомології (вивчення печерних комах)- В. Г. Плігінський.
У сучасній Україні провідним фахівцем у галузі вивчення печерної фауни є Р. С. Варгович.